# إبدر (إربد)
إبدر هي إحدى القرى التابعة للواء بني كنانة في محافظة إربد، شمال الأردن. تبعد نحو 18 كيلومترًا إلى الشمال الغربي من مدينة إربد، وتتبع إداريًا لبلدية السرو.

## التسمية
كان اسم القرية في الماضي "إبدر المنارة"، وقد تراوح عبر تاريخها بين هذا الاسم واسم "المنارة"، حتى استقر حاليًا باسم "إبدر". الاسم "المنارة" ارتبط بالمخفر الذي أقامه الأتراك في القرية خلال فترة حكمهم، حيث كان المخفر بمثابة مرجع، وعندما أرادوا الإعلان عن اجتماع كانوا يشعلون نارًا فوقه لتكون علامة تُرشد الجنود أو السكان. وبسبب هذا العمل، أُطلق على القرية اسم "المنارة". ويضيف كبار القرية أن اسم الحوض في القرية قد تم تثبيته رسميًا باسم "المنارة".
أما الاسم الحالي "إبدر"، فهناك من يرى أنه قد يكون مشتقًا من منطقة بدر في الحجاز، حيث أخذت القرية الاسم في البداية ثم تم تحويره ليصبح "إبدر" كما هو اليوم.

## السكان
حسب إحصاءات عام 2009 فإن عدد سكان ابدر 6,658 الف نسمة وعدد الأسر 533 أسرة وعدد المباني 577 مبنى و1165 منزل. 3823 وبتقديرات اليوم بلغ عدد سكان إبدر 4598 نسمة، يشكلون 400 أسرة، يقطنون في 443 منزلا..وفي عام 2018 بلغ عدد سكان ابدر 16 الف نسمة وعدد المباني 3823. يعمل أهالي القرية في التعليم، والتجارة، كما ويعمل عدد منهم في الزراعة.

## الخدمات
تضم قرية إبدر مركزًا صحيًا ومركزًا للأمومة والطفولة، ويقع كلاهما في المبنى نفسه. كما تحتوي القرية على "جمعية إبدر الخيرية"، بالإضافة إلى أربعة دواوين أنشأتها عائلات من القرية لاجتماعاتهم. يوجد في القرية خمسة مساجد ومقبرتان، وللحفاظ على الأمن فيها يوجد مخفر واحد يُعرف باسم "مخفر المنارة". ترتبط القرية مع المدن والقرى المجاورة بشبكة مواصلات عامة تتألف من الحافلات الصغيرة وسيارات الأجرة العامة "السرفيس". 
تُزود القرية بمياه الشرب يومين في الأسبوع، وهما يومي الخميس والجمعة. وتتميز مقدمة قرية إبدر بانتشار الأشجار الخضراء التي تحيط بمعالمها، كما يحيط بها من الغرب غابة من الأشجار الحرجية تُعرف باسم حي النزهة. يمكن الوصول إلى القرية بعد قطع مسافة ثمانية عشر كيلومترًا شمال غرب مدينة إربد.
يوجد في القرية أربع مدارس حكومية وهي «مدرسة المنارة الثانوية الشاملة للبنين»، و«مدرسة إبدر الثانوية للبنات»، و«مدرسة إبدر الأساسية المختلطة» (التدريس للذكور فيها حتى الصف الثالث)، و«مدرسة إبدر الأساسية للبنين» (التدريس فيها من الصف الرابع وحتى الصف الخامس).